# Los Notables

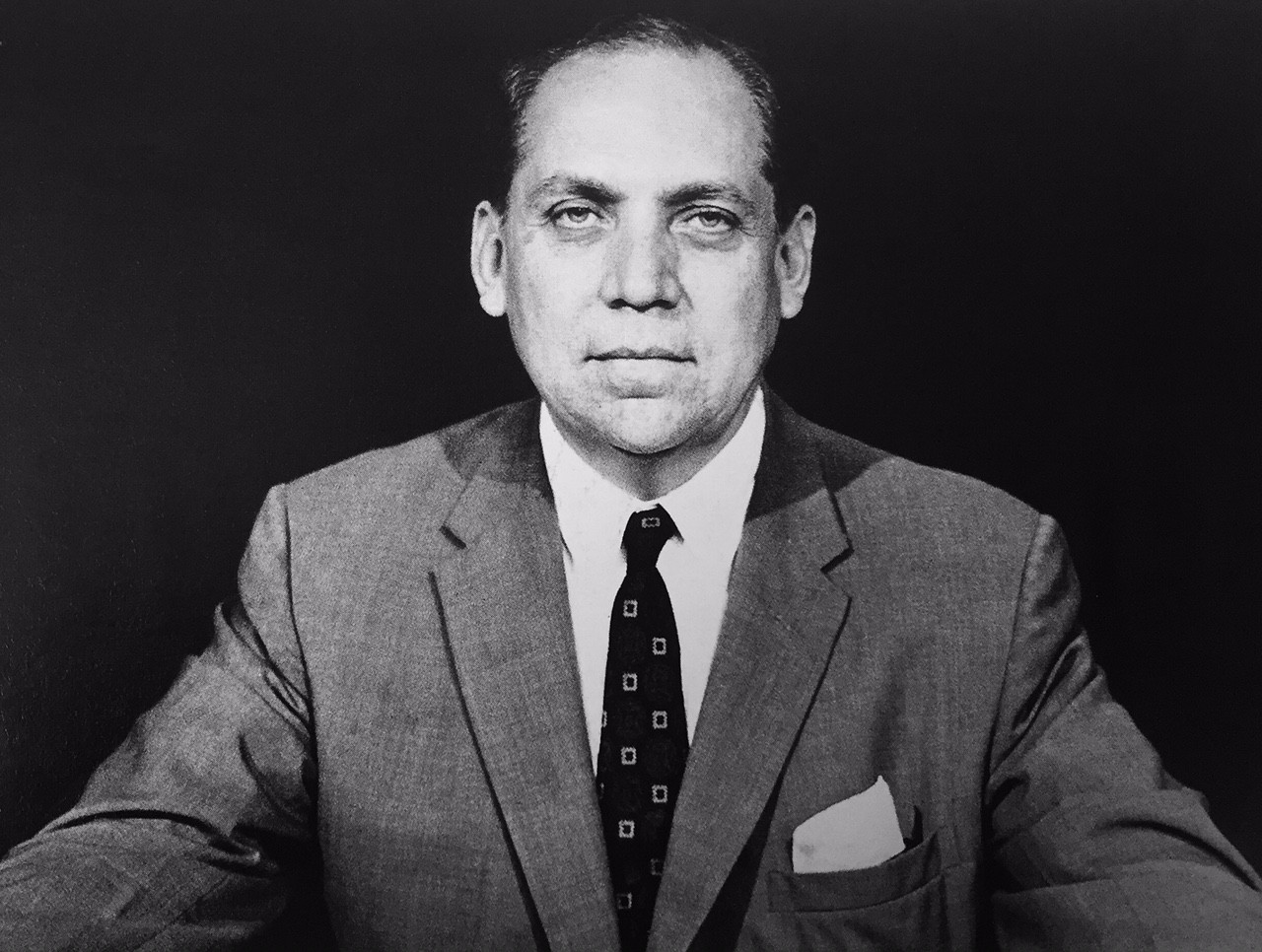
Arturo Uslar Pietri, figura principal de Los Notables

Los Notables foi um grupo de intelectuais venezuelanos formado em 1990 e chefiado por Arturo Uslar Pietri, crítico do segundo governo de Carlos Andrés Pérez que propôs a implementação de várias reformas públicas. Posteriormente, o grupo exigiria a implementação de suas propostas, demandaria a renúncia ou destituição de Carlos Andrés e criticaria outras instituições estatais, incluindo a Corte Suprema de Justiça e o sistema judicial venezuelano, o Conselho Nacional Eleitoral, o Congresso e os partidos políticos. Mais tarde, foi sugerido que membros do grupo poderiam estar envolvidos em conspirações posteriores contra o governo de Carlos Andrés, incluindo a primeira e a segunda tentativas de golpe de Estado em 1992.  Rafael Caldera e o procurador-geral da Venezuela Ramón Escovar Salom, também tendem a ser incluídos no grupo.